# Andrew Lesnie
Andrew Lesnie (ur. 1956 w Sydney, zm. 27 kwietnia 2015) – australijski operator filmowy. Zdobywca Oscara.
W 1979 ukończył Australian Film Television and Radio School. Karierę zaczynał w telewizji, w następnych latach pracował przy szeregu produkcji, zarówno telewizyjnych jak i filmowych. W połowie lat 90. brał udział w realizacji dwóch filmów łączących animację z żywym aktorstwem: Babe – świnka z klasą (1995) oraz Babe: Świnka w mieście (1998). Międzynarodową sławę przyniosła mu współpraca z Peterem Jacksonem. Lesnie był autorem zdjęć do filmowej trylogii Władca pierścieni, a za Drużynę Pierścienia zdobył w 2002 Oscara. Wspólnie zrealizowali także nową wersję King Konga (2005).